# Jeanette Scovotti
Jeanette Scovotti (* 5. Dezember 1936 in New York) ist eine US-amerikanische Sopranistin.

## Leben und Werk
Jeanette Scovotti studierte in New York an der High School of Music and Art und an der Juilliard School.
Jeanette Scovotti wirkte 1956 im Ensemble der ursprünglichen Broadway-Besetzung des Musicals Li’l Abner; dies war die einzige Broadway-Produktion, in der sie jemals mitspielte. 1959 gewann sie den Wettbewerb der New York Singing Teachers’ Association und gab ein Solokonzert in der Town Hall. Im selben Jahr debütierte sie an der New York City Opera als Monica in Gian Carlo Menottis The Medium. 1960 debütierte sie an der Lyric Opera of Chicago als Olga Sukarev in Umberto Giordanos Fedora. Am 15. November 1962 gab sie ihr Debüt an der Metropolitan Opera mit der Adele in der Fledermaus von Johann Strauss (Sohn).
Bis 1966 trat sie in 86 Aufführungen regelmäßig an der Metropolitan Opera auf. Zu ihren Rollen dort zählten Echo und Zerbinetta in Ariadne auf Naxos, Lisa in La sonnambula, Oscar in Un ballo in maschera, Xenia in Boris Godunow, Rosina in Der Barbier von Sevilla, Poussette in Manon, Zerlina in Don Giovanni, Gilda in Rigoletto, Papagena in der Zauberflöte, Nannetta in Falstaff, Olympia in Hoffmanns Erzählungen, Fiakermilli in Arabella und Adina in L’elisir d’amore.
1962 gründeten Jeanette Scovotti und ihr Mann Fred Patrick die Lake George Opera Company. Im Juli 1963 gab sie ihr Konzertdebüt mit dem Boston Symphony Orchestra beim Tanglewood Festival. 1964 spielte sie die Rolle der Tuptim in The King and I in einer Konzertfassung mit dem Cleveland Pops Orchestra unter der Leitung von Lehman Engel. Die Produktion wurde später im Studio mit Barbara Cook als Anna und Theodore Bikel als König aufgenommen. 1966 sang sie die Titelrolle in Donizettis Lucia di Lammermoor mit Giuseppe Bamboschek und dem New Jersey Symphony Orchestra in der Symphony Hall in Newark.
1967 wechselte sie für eine Saison an die San Francisco Opera. Sie trat hier als Königin der Nacht in der Zauberflöte, als Musetta in La Bohème und Miss Hampton in der US-Premiere von Gunther Schullers The Visitation auf. Danach zog sie nach Deutschland um und gab für die nächsten zehn Jahre Vorstellungen in den führenden Opernhäusern Europas wie an der Hamburgischen Staatsoper, der Wiener Staatsoper, der Royal Opera at Covent Garden und der Mailänder Scala. 1977 kehrte sie in die Vereinigten Staaten zurück, um die Rolle der Ludmilla in Michail Glinkas Ruslan und Ljudmila an der Boston Opera zu singen. Heute lebt Jeanette Scovotti in Flensburg und unterrichtet Gesang.